# Vegard Øverås Lied
Vegard Øverås Lied (* 13. Dezember 1971 in Eresfjord) ist ein ehemaliger norwegischer Radrennfahrer und nationaler Meister im Radsport.

## Sportliche Laufbahn
Vegard Øverås Lied war im Straßenradsport aktiv. 1990 gewann er mit Bjørn Stenersen, Karsten Stenersen und Jørgen Pettersen den nationalen Titel im Mannschaftszeitfahren. 1996 war er mit Bo André Namtvedt und Bjørn Stenersen im Titelrennen erfolgreich, 1998 dann mit Stig Kristiansen und Kurt Asle Arvesen. Mit dem Skandisloppet gewann er 1995, 1996 und 1998 ein traditionsreiches Eintagesrennen in Schweden. Bei den Meisterschaften der Nordischen Länder gewann er 1996 das Einzelrennen. Das schwedische Solleröloppet gewann er 1998. 
1991 kam er in der Norwegen-Rundfahrt auf den 9. Platz, in der Tour de l’Avenir 1992 auf den 110. Platz, 1993 wurde er 81. In der Österreich-Rundfahrt 1991 wurde er 20., 1992 schied er aus, 1993 wurde er 50. Im Amateurrennen der Straßenradsport-Weltmeisterschaften 1993 wurde 123.